# Johan Ludvig Heiberg (Philologe)

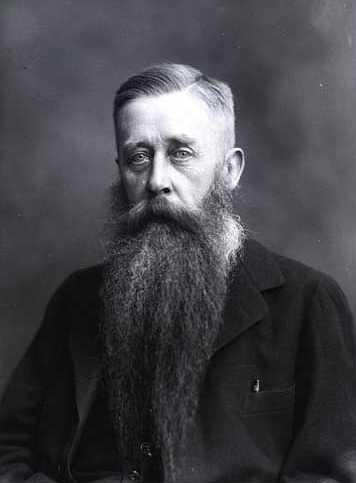
Johan Ludvig Heiberg (1918)

Johan Ludvig Heiberg (* 27. November 1854 in Aalborg; † 4. Januar 1928 in Kopenhagen) war ein dänischer Mathematikhistoriker und Klassischer Philologe. Er ist bekannt für grundlegende kritische Ausgaben griechischer Mathematiker wie Euklids Elemente und Archimedes. Im Lauf der Zeit gab er kritische Ausgaben fast zum gesamten Corpus der griechischen Mathematik heraus, während vor ihm nur zu Pappos eine zufriedenstellende kritische Ausgabe existierte (von Friedrich Hultsch).

## Leben
Heiberg studierte Klassische Philologie und Mathematik und wurde 1879 in Kopenhagen über Archimedes mit der Dissertation Quaestiones Archimedeae promoviert (die für die Textkritik bei Archimedes Maßstäbe setzte). Er war zunächst Gymnasiallehrer und von 1884 bis 1895 Direktor eines Gymnasiums. In den 1880er Jahren stand er an der Spitze einer Bewegung für den Griechischunterricht an dänischen Gymnasien. 1896 bis 1924 war er Professor für Klassische Philologie an der Universität Kopenhagen, wobei er sich nicht nur auf sein mathematikhistorisches Spezialgebiet beschränkte. Im akademischen Jahr 1915/16 amtierte er als Rektor der Universität. Neben seiner Tätigkeit an der Universität unterrichtete er regelmäßig Altgriechisch in der Borgerdydskolen.
Bekannt ist Heiberg vor allem durch seine Arbeiten zu Archimedes, dessen Werkausgabe er 1880/81 in Leipzig bei Teubner in drei Bänden besorgte. Berühmtheit erlangte er 1906 in Konstantinopel durch die Entdeckung, dass ein schon länger bekanntes Manuskript den Text eines bis dahin unbekannten Werkes von Archimedes enthielt. In diesem Werk des sogenannten Archimedes-Palimpsest enthüllte Archimedes seine „mechanischen“ Methoden, mit denen er viele seiner geometrischen Entdeckungen machte. Ursprünglich stammte es aus der Bibliothek der griechisch-orthodoxen Kirche in der Grabeskirche in Jerusalem und später in deren Metochion in Istanbul. Heiberg erfuhr von der Existenz mathematischer Manuskripte durch den Hinweis von Hermann Schöne auf einen Katalog griechischer Manuskripte in der Istanbuler kirchlichen Bibliothek, den Athanasios Papadopoulos-Kerameus  1899 publiziert hatte. Bei zwei Reisen 1906 und 1908 konnte er auch Fotografien des Manuskripts machen. Nachdem das Manuskript danach lange verschwunden war, wurde es 1998 versteigert und wird zurzeit mit modernen Methoden am Walters Art Museum in Baltimore untersucht. Die Untersuchung des Manuskripts (bei der er von seinem Freund dem Mathematiker Hieronymus Zeuthen unterstützt wurde) lieferte viele neue Erkenntnisse und machte auch die Überarbeitung seiner Archimedes-Ausgabe nötig (erschienen 1910 bis 1915).
Heiberg besorgte auch Ausgaben von Ptolemäus (1898 bis 1907), Heron von Alexandria (1912 bis 1914), Serenus von Antinoupolis (1898), der Kegelschnittlehre von Apollonios von Perge (1891 bis 1893), Theodosios von Bithynien (1927), den Kommentar von Simplikios zu Aristoteles De Caelo (1894) sowie der Elemente und weiterer Werke Euklids (1883 bis 1895), wobei er die erste kritische Ausgabe der Elemente herausbrachte, die auf dem in der Vatikanbibliothek von François Peyrard entdeckten Manuskript beruhte. Frühere Ausgaben basierten demgegenüber auf Manuskripten, die in der von Theon von Alexandria begründeten Texttradition der Elemente standen. Heibergs Text bildete die Basis für moderne Übersetzungen wie die von Thomas Heath und Clemens Thaer.
Er schrieb auch für größeres Publikum über die Kultur der Griechen, wobei er ein besonderes Interesse an Religionsgeschichte hatte, und trug auch zu anderen Bereichen der Wissenschaftsgeschichte (Geometrie, Astronomie, Mechanik, Medizin, Alchemie) und auch zur byzantinischen Philologie bei. Aus seinem Interesse für Medizin bei den Griechen entstand 1907 die Anregung zum Corpus Medicorum Graecorum, ein internationales Projekt mit Sitz in Berlin. Ab 1901 war er an der Herausgabe der Werke von Søren Kierkegaard beteiligt. Mit Zeuthen gab er die Werke von Paul Tannery heraus, mit dem beide befreundet waren. Alle drei stehen für die lange vorherrschende Interpretation der antiken griechischen Mathematik als geometrischer Algebra (was auch Thomas Little Heath vertrat).
Mit den mathematischen Inhalten und deren Interpretation selbst befasste er sich weniger (im Gegensatz zu Zeuthen), sein Hauptaugenmerk lag auf der Überlieferung von Texten.
1904 erhielt Heiberg einen Ehrendoktor der Universität Oxford. 1883 wurde er Mitglied der Königlich Dänischen Akademie der Wissenschaften. Der Académie royale des Sciences, des Lettres et des Beaux-Arts de Belgique gehörte er seit 1924 als assoziiertes Mitglied an.
Er publizierte in dänischer, deutscher, griechischer, lateinischer und arabischer Sprache.

## Schriften (Auswahl)
- Geschichte der Mathematik und Naturwissenschaften im Altertum Beck, München 1925; Neudruck ebenda 1925.
- Naturwissenschaften und Mathematik im klassischen Altertum. Teubner, Leipzig 1912 (englische Ausgabe: Oxford University Press, 1922).
- Naturwissenschaften, Mathematik und Medizin im klassischen Altertum., 2. Auflage, Teubner, Leipzig 1920
- Literargeschichtliche Studien über Euklid. Teubner, Leipzig 1882.
- Beiträge zur Geschichte Georg Valla’s und seiner Bibliothek (= Centralblatt für Bibliothekswesen. Beiheft 16). Leipzig 1896.
- Italien. Spredte Studier og Rejseskitser. Gyldendalske Boghandel, Kopenhagen 1904.
- Fra Hellas. Populaire Afhandlinger. Jesperson og Pios Forlag, Kopenhagen 1920.
- Fra Hellas og Italien. 2 Bände. Kopenhagen 1929.
- Exakte Wissenschaft und Medizin. In: Alfred Gercke, Eduard Norden (Hrsg.): Einleitung in die Altertumswissenschaften. 1910.
- Geisteskrankheiten im klassischen Altertum. Walter de Gruyter & Co., Berlin 1927 (= Sonderabdruck aus Allgemeine Zeitschrift für Psychiatrie. Band 86).

Als Herausgeber:
- Archimedes Opera Omnia. Cum commentariis Eutocii, 3 Bände, Stuttgart, Teubner 1972 (Bibliotheca scriptorum Graecorum et Romanorum Teubneriana, Nachdruck der 2. Auflage, Teubner, Leipzig 1910–1915)
- Eine neue Archimedeshandschrift, Hermes: Zeitschrift für Philologie, Band 42, 1907, S. 235–303
  - Englische Übersetzung: Geometrical solutions derived from mechanics, a treatise of Archimedes, recently discovered and translated from the Greek by Dr. J. L. Heiberg, Chicago, the Open Court Publishing Company 1909 (Einführung David Eugene Smith)
  - The method of Archimedes - recently discovered by Heiberg. A supplement to the works of Archimedes 1897, Herausgeber Thomas L. Heath, Cambridge University Press 1912
- Euclidis Opera omnia, Leipzig, Teubner, 9 Bände, 1883 bis 1916 (davon die Elemente in 5 Bänden 1883–1888), mit Heinrich Menge
  - Deutsche Übersetzung der Elemente von Clemens Thaer nach Heibergs Ausgabe, Leipzig, Akademische Verlagsgesellschaft 1933 bis 1937, 5 Bände und Darmstadt, Wissenschaftliche Buchgesellschaft 1969
  - Englische Übersetzung der Elemente nach der Ausgabe von Heiberg von Thomas L. Heath, Cambridge University Press, 1908, 2. Auflage 1926
- Euklid Elementa, 2 Bände, Leipzig, Teubner, 2. Auflage 1969, 1970 (Bearbeiter E. S. Stamatis)
- mit R. O. Besthorn: Codex Leidensis 399, I. Euclidis Elementa ex interpretatione al-Hadschdschadschii cum commentariis al-Narizii, drei Teile, Kopenhagen 1893–1932
- Apollonii Pergaei quae Graece exstant cum commentariis antiquis, 2 Bände, Teubner 1974 (Nachdruck der Ausgabe von Teubner 1891/93)
- Claudius Ptolemäus Claudii Ptolemaei Opera quae exstant omnia, Leipzig, Teubner 1898 bis 1919
- Heron von Alexandria Opera quae supersunt omnia, 5 Bände, Leipzig, ab 1899
- Mathematici Graeci minores, Det Kgl. Danske Vid. Selsk., Historisk-filologiske meddelesler, Band 13, Nr. 3, Kopenhagen, 1927
- Serenus von Antinoupolis, Sereni Antinoensis Opuscula, Leipzig, Teubner 1892
- Hippokrates: Iusiurandum, De medico. In: Corpus Medicorum Graecorum. Band I 1. Leipzig/Berlin 1927.
- Paulos von Aigina Libri tertii interpretatio latina antiqua, Leipzig, Teubner 1912
- Paulus Aegineta. I–II, Leipzig und Berlin 1921–1924 (= Corpus medicorum graecorum, IX, 1–2)
- Paul Tannery Memoires scientifique, Toulouse 1912 (Herausgeber mit Hieronymus Georg Zeuthen)
- Herausgeber mit A. B. Drachmann, H. O. Lange, Gesammelte Werke von Søren Kierkegaard, Kopenhagen 1901 bis 1906, und 1920 bis 1931